# Bakı Atıcılıq Mərkəzi
Bakı Atıcılıq Mərkəzi (tłum. Bakijskie Centrum Strzeleckie) – kompleks strzelecki w Baku, stolicy Azerbejdżanu. Został otwarty 9 marca 2015 roku.
Kompleks został wybudowany w latach 2013–2015 w miejscu poprzedniej, znacznie mniejszej strzelnicy. Ceremonia otwarcia z udziałem prezydenta Azerbejdżanu İlhama Əliyeva miała miejsce 9 marca 2015 roku. Kompleks powstał w związku z organizacją w Baku pierwszej edycji igrzysk europejskich w 2015 roku. Obiekt zajmuje powierzchnię 19,6 ha i obejmuje strzelnice zamknięte, półotwarte oraz na wolnym powietrzu. Długość najdłuższej strzelnicy wynosi 300 m. Jest to jeden z najnowocześniejszych tego typu obiektów na świecie.
W kompleksie zorganizowano m.in. zawody strzeleckie w ramach Igrzysk Europejskich 2015, zawody strzeleckie na Igrzyskach Solidarności Islamskiej 2017 oraz mistrzostwa Europy w strzelectwie w 2017 roku.